# Spormaggiore
Spormaggiore (Sporgrànt o Spór in noneso) è un comune italiano di 1 280 abitanti della provincia autonoma di Trento.

## Storia
La località è attestata per la prima volta nel 1177-1184 quale Spaurn in un documento dei conti di Appiano a favore della Collegiata agostiniana di San Michele all'Adige.
La strada principale che attraversa il paese, detta lo stradón nel dialetto locale, non era in origine quella attuale, che è stata costruita nel 1950 abbattendo una parte del bar Posta per peremttere il transito della strada statale 421 dei Laghi di Molveno e Tenno. I lavori iniziarono nel 1950 e terminarono nei primi anni '60.

### Simboli
Stemma
Lo stemma è stato concesso con regio decreto del 12 febbraio 1930.
Gonfalone
Il gonfalone è stato adottato con D.G.P. del 30 marzo 1990, n. 3243.

## Monumenti e luoghi d'interesse

### Architetture religiose
A Spormaggiore si trovano due chiese unite l'una all'altra.
- Chiesa di San Vigilio, la più antica che contiene un dipinto dell'ultima cena e ai lati si trovano le statue dei santi Pietro e Paolo.
- Chiesa della Natività di Maria, la nuova parrocchiale, che contiene dal 1875 una piccola cappella all'interno dedicata alla Madonna delle Grazie.

### Architetture militari

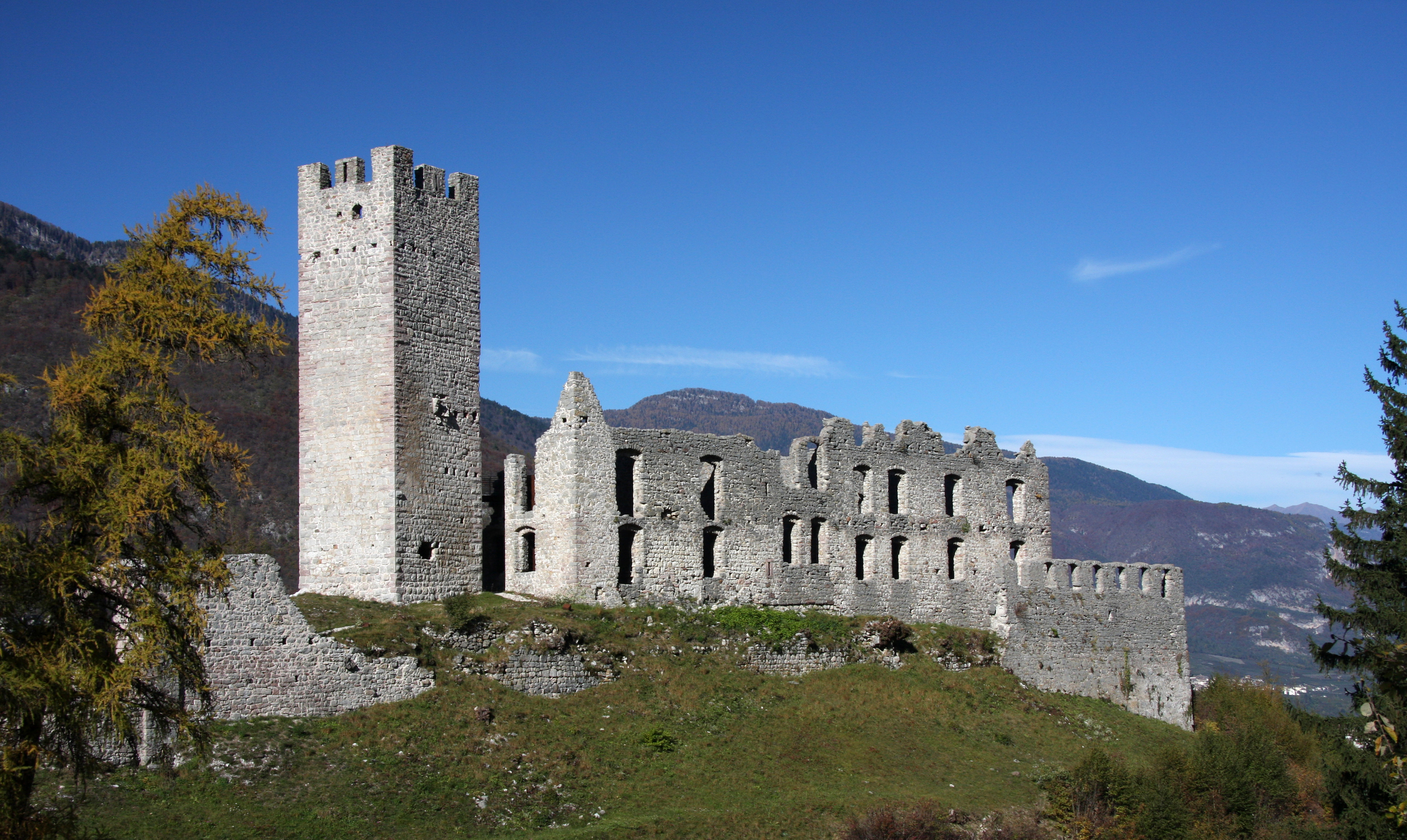
Il Castel Belfort nel 2014

All'interno del territorio comunale di Spormaggiore si trovano le rovine del castel Belfort (restaurato nel 2012), e nel centro storico si trova la Corte Franca, un antico edificio risalente al XIV secolo.

### Aree naturali
A Spormaggiore si trova il Centro Visitatori denominato "Orso" ed un Parco faunistico, dove sono custoditi attualmente tre esemplari di orso bruno, un gatto selvatico, una lontra e dagli originali tre di lupo, ce ne sono ora undici. Il parco è aperto dal 1994, e da allora sono in corso i lavori per ospitare sempre più animali tipici della zona. Dapprima gli orsi bruni, poi i lupi, ora vi sono anche le aree per la lince, della quale contiene tre esemplari, per il gatto selvatico, per la volpe, per il capriolo e per il gufo reale, del quale contiene tre esemplari.
Dal 2023 il Parco faunistico di Spormaggiore ha cambiato nome in "Belpark".

## Società

### Evoluzione demografica
Abitanti censiti

### Ripartizione linguistica
Nel censimento del 2001 il 35,15% della popolazione si è dichiarato "ladino".

## Cultura

### Musei
Presso Spormaggiore si trova il Centro Visitatori denominato "Orso", presso l'antico maniero di Corte Franca. Questo rientra a far parte, assieme al Parco faunistico, delle iniziative che il Parco naturale Adamello-Brenta sta cercando di effettuare per salvaguardare la presenza dell'orso bruno sulle Alpi, mediante il progetto europeo Life ursus.

## Geografia antropica
La denominazione del comune dal 1929 al 1947 è stata Spor. La circoscrizione territoriale ha subito le seguenti modifiche: nel 1928 aggregazione di territori dei soppressi comuni di Cavedago e Sporminore. Nel 1947 distacco di territori per la ricostituzione dei comuni di Cavedago (Censimento 1936: pop. res. 687) e Sporminore (Censimento 1936: pop. res. 783).

## Amministrazione
| Periodo | Periodo   | Primo cittadino | Partito      | Carica  | Note |
| ------- | --------- | --------------- | ------------ | ------- | ---- |
| 1900    | 1995      | Pietro Bertolin | Lista civica | Sindaco |      |
| 1995    | 2000      | Arduino Zeni    | Lista civica | Sindaco |      |
| 2005    | 2010      | Renato Lochner  | Lista civica | Sindaco |      |
| 2010    | 2015      | Arduino Zeni    | Lista civica | Sindaco |      |
| 2015    | 2020      | Mirco Pomarolli | Lista civica | Sindaco |      |
| 2020    | In carica | Mirco Pomarolli | Lista civica | Sindaco |      |

## Sport

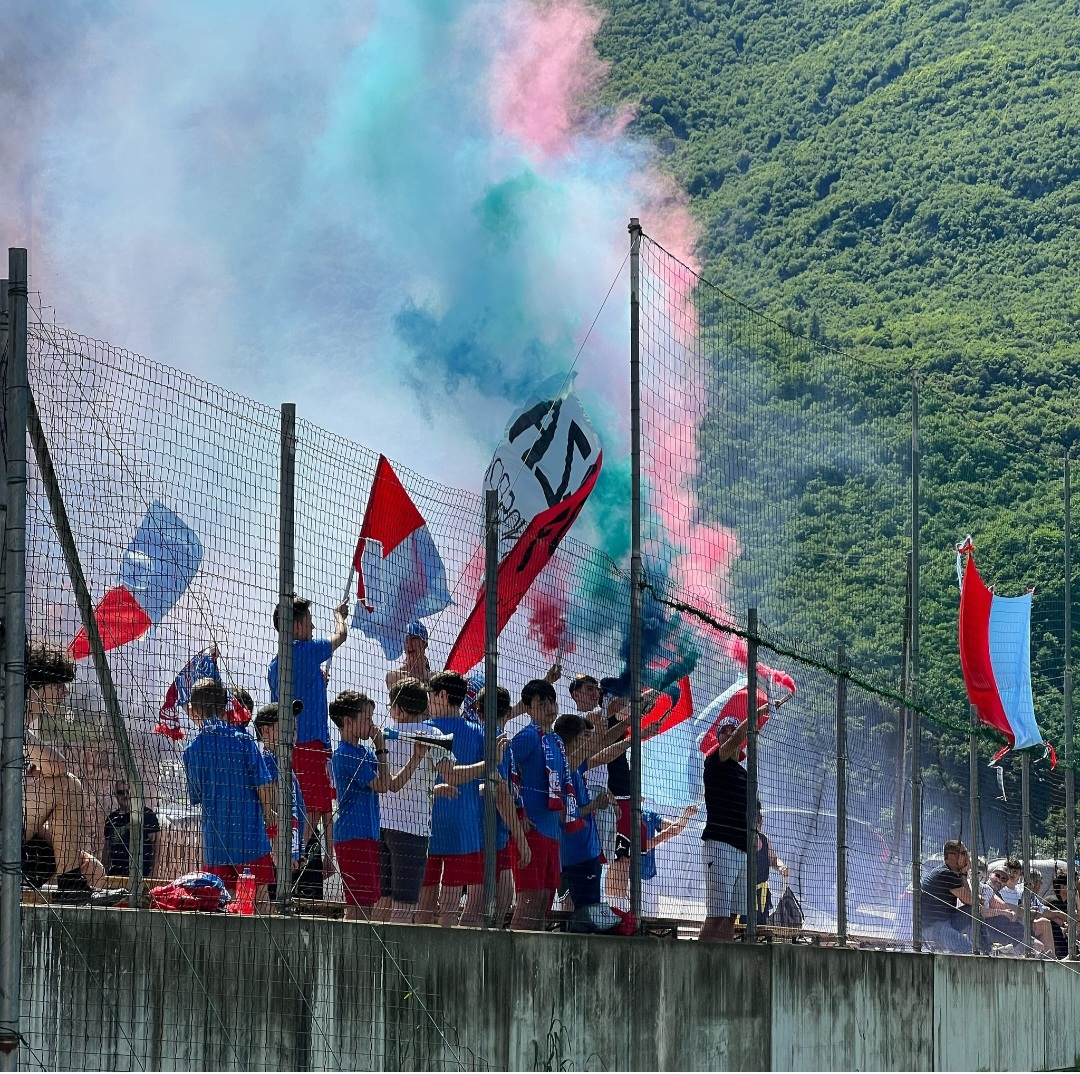
Tifo dell'A.S.D. Molvenospor durante la stagione 2023-24.

### Calcio
In origine la squadra del paese, nata nel 1975, era chiamata U.S. Spormaggiore. A seguito di una fusione nel 2020 la società si affiliò con l'U.S. Molveno, formando così l'A.S.D. Molvenospor.
I colori sociali dell'U.S. Spormaggiore erano il giallo e il rosso, quelli dell'A.S.D. Molvenospor sono il rosso e l'azzurro.
Le partite in casa vengono giocate allo stadio "San Rocco", campo sintetico di proprietà comunale, e nel campo di Molveno "Don Santo Goio", di proprietà comunale.
Il massimo torneo raggiunto dalla squadra dell'U.S. Spormaggiore fu la Prima Categoria, mantenuta per molteplici anni, mentre per l'affiliato U.S. Molveno il massimo torneo sportivo la Promozione. Nella stagione 2024/2025 l'A.S.D. Molvenospor militerà nel campionato di Promozione.